# خانه الکساندر بستوژف
خانهٔ الکساندر بستوژف که با عنوان خانه-موزهٔ یادبود آ.ای. بستوژف-مارلینسکی نیز شناخته می‌شود، موزه‌ای اختصاصی در شهر دربند، جمهوری داغستان در روسیه است. این خانه محل زندگی نویسنده و دکابریست برجسته، الکساندر بستوژف، در سال‌های ۱۸۳۰ تا ۱۸۳۴ بوده است. او پس از تبعید در یاکوتسک به قفقاز منتقل شد، جایی که به دلیل مشارکت در قیام میدان سنا در سال ۱۸۲۵ به آنجا فرستاده شد. این موزه بخشی از مجموعه موزه-ذخیره‌گاه تاریخی، معماری و باستان‌شناسی ایالت دربند محسوب می‌شود و شامل اسناد، آثار هنری، دست‌نوشته‌ها، و اشیای شخصی متعلق به بستوژف است.

## تاریخچه

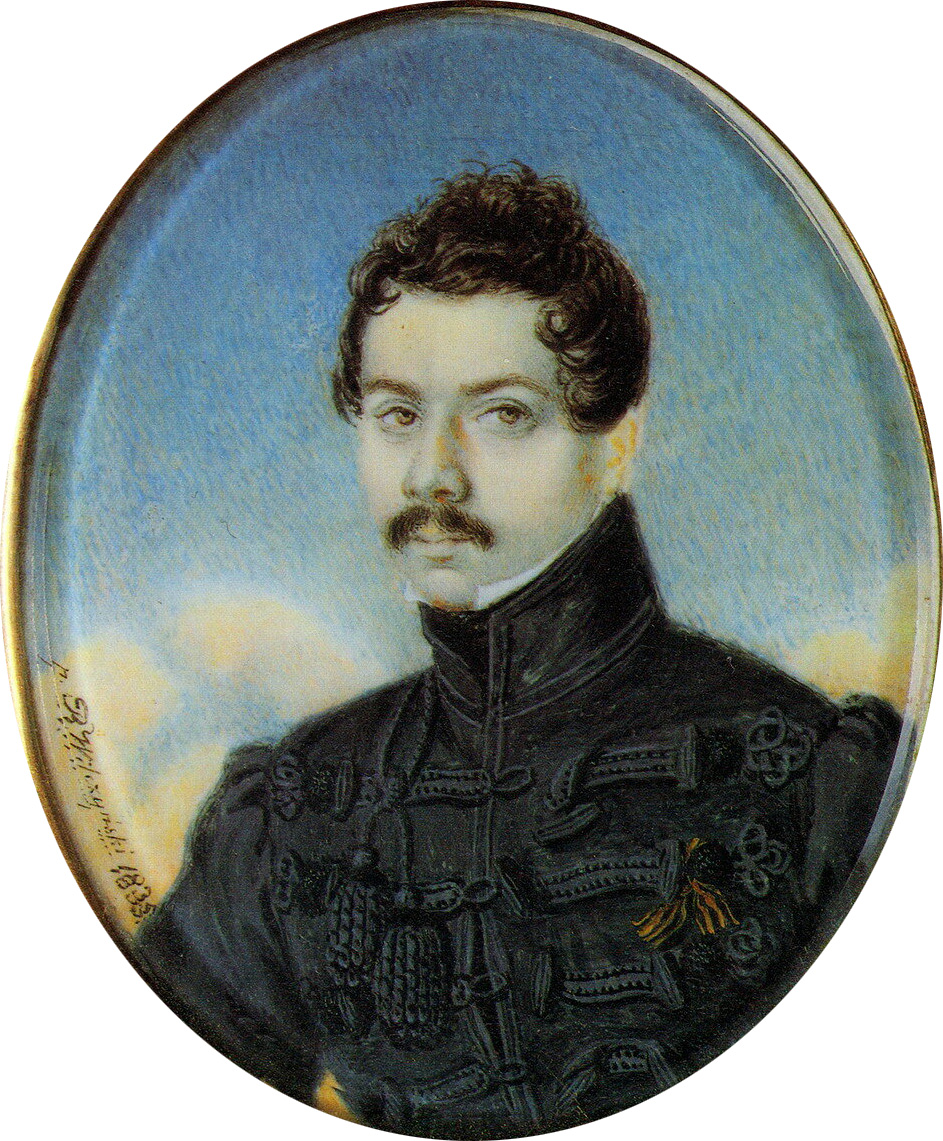
پرتره، آ. ای. بستوژف-مارلینسکی، سال ۱۸۳۵

این موزه یک مجموعه یادبود است که شامل یک خانه سنگی دو طبقه و یک حیاط است که نمونه بارزی از معماری دربند در اواخر قرن ۱۸ و اوایل قرن ۱۹ است و در بخش قدیمی (محله) شهر واقع شده است. نویسنده تبعیدی دسامبریست، الکساندر بستوژف، به مدت چهار سال از سال ۱۸۳۰ تا ۱۸۳۴ در این خانه زندگی می‌کرد امروزه، ساختمان موزه یک بنای تاریخی با اهمیت فدرال است. یک پلاک یادبود به یادبود الکساندر بستوژف بر روی دیوار خانه نصب شده است.
پس از انقلاب، این خانه برای مدت طولانی در مالکیت خصوصی بود، تا اینکه مدیر موزه تاریخ محلی دربند، پیوتر ایوانوویچ اسپاسکی، ابتکار ایجاد موزه در آن را به دست گرفت. او با همکاری مقامات محلی و پژوهشگران فرهنگی، فرآیند مستندسازی و بازسازی خانه را آغاز کرد تا آن را به یک مکان یادبود عمومی تبدیل کند. در سال ۱۹۴۱، این ساختمان خریداری شد، اما آغاز جنگ بزرگ میهنی ۱۹۱۴–۱۹۴۵ سازماندهی موزه را به تأخیر انداخت. برای مدت طولانی، خانه خالی بود، سپس یک کتابخانه کودکان در آن قرار گرفت، و در سال ۱۹۸۶ مرمت آن آغاز شد و در ۱۲ اکتبر ۱۹۸۸ موزه افتتاح شد.
نمایشگاه خانه-موزه در دو طبقه واقع شده و از چهار سالن تشکیل شده است. در اتاق‌های نشیمن سابق، اثاثیه اتاق‌های بستوژف بازسازی شده‌اند، جایی که هم اقلام اصیل مورد استفاده نویسنده دسامبریست (یک مبل چوبی، صندلی، یک پیانو، یک میز) و هم وسایل و ظروف خانگی به نمایش گذاشته شده‌اند و فضای داخلی و دکوراسیون خانه یک ساکن ثروتمند دربند در قرن نوزدهم را بازسازی می‌کنند. افزون بر این، تابلوهای اطلاعاتی در کنار هر شیء، توضیحاتی درباره منشأ، دوره تاریخی و کاربرد آن ارائه می‌دهند. نورپردازی ملایم و چیدمان دقیق اشیاء، تجربه‌ای نزدیک به زندگی روزمره بستوژف در دوران تبعید را برای بازدیدکنندگان فراهم می‌سازد.
بخش جداگانه‌ای از نمایشگاه موزه به فعالیت‌های موزه‌ای و علمی پیوتر ایوانوویچ اسپاسکی، سازمان‌دهنده خانه-موزه الکساندر بستوژف، اختصاص داده شده است.
یکی از اشیاء به نمایش گذاشته‌شده در موزه، سنگ قبر اولگا نسترتسوا، خیاط ۱۹ ساله‌ای است که بنا بر برخی منابع، با الکساندر بستوژف ارتباط داشته است. اولگا در پی حادثه‌ای در خانه‌اش درگذشت. سنگ قبر او با طراحی ساده در بخشی از موزه نگهداری می‌شود. اطلاعات بیشتر درباره زندگی شخصی او و ارتباطش با بستوژف در منابع تاریخی محدود است و نیازمند بررسی بیشتر منابع معتبر می‌باشد.